# Caryomene grandifolia
Caryomene grandifolia är en tvåhjärtbladig växtart som beskrevs av R. Barneby och B.A. Krukoff. Caryomene grandifolia ingår i släktet Caryomene och familjen Menispermaceae. Inga underarter finns listade i Catalogue of Life.